# Línea T41 (EMT Madrid)
La línea T41 (a efectos de numeración interna, 456) de la EMT de Madrid une la estación de Villaverde Alto con el polígono industrial La Resina.

## Características
La línea forma parte de la subred TCT (Transporte al Centro de Trabajo) de la EMT que se puso en marcha a partir de 2007 para crear una serie de líneas de autobús que comunicasen los principales centros de trabajo de Madrid con el intercambiador multimodal más cercano a los mismos.
Esta línea existe como T41 desde el 10 de enero de 2009, si bien su recorrido ya lo hacía antes un Servicio Especial Villaverde Alto - La Resina, que fue suprimido al crear esta línea de la subred TCT.
No es la única que presta servicio al polígono industrial La Resina de Villaverde, parte del mismo está cubierto por la línea 79. Además de atender el polígono, presta servicio a la Colonia Marconi, situada en un extremo del mismo junto a la estación de San Cristóbal Industrial.

## Horarios
| Lunes a viernes laborables                             |                                                        |                                                        |                                                        |                                                        |                                                        |                                                        |                                                        |                                                        |                                                        |                                                        |                                                        |                                                        |                                                        |                                                        |                                                        |                                                        |                                                        |                                                        |                                                        |                                                        |                                                        |                                                        |                                                        |                                                        |                                                        |                                                        |                                                        |                                                        |                                                        |                                                        |                                                        |
| FF.CC. Villaverde Alto > Polígono Industrial La Resina | FF.CC. Villaverde Alto > Polígono Industrial La Resina | FF.CC. Villaverde Alto > Polígono Industrial La Resina | FF.CC. Villaverde Alto > Polígono Industrial La Resina | FF.CC. Villaverde Alto > Polígono Industrial La Resina | FF.CC. Villaverde Alto > Polígono Industrial La Resina | FF.CC. Villaverde Alto > Polígono Industrial La Resina | FF.CC. Villaverde Alto > Polígono Industrial La Resina | FF.CC. Villaverde Alto > Polígono Industrial La Resina | FF.CC. Villaverde Alto > Polígono Industrial La Resina | FF.CC. Villaverde Alto > Polígono Industrial La Resina | FF.CC. Villaverde Alto > Polígono Industrial La Resina | FF.CC. Villaverde Alto > Polígono Industrial La Resina | FF.CC. Villaverde Alto > Polígono Industrial La Resina | FF.CC. Villaverde Alto > Polígono Industrial La Resina | FF.CC. Villaverde Alto > Polígono Industrial La Resina | Polígono Industrial La Resina > FF.CC. Villaverde Alto | Polígono Industrial La Resina > FF.CC. Villaverde Alto | Polígono Industrial La Resina > FF.CC. Villaverde Alto | Polígono Industrial La Resina > FF.CC. Villaverde Alto | Polígono Industrial La Resina > FF.CC. Villaverde Alto | Polígono Industrial La Resina > FF.CC. Villaverde Alto | Polígono Industrial La Resina > FF.CC. Villaverde Alto | Polígono Industrial La Resina > FF.CC. Villaverde Alto | Polígono Industrial La Resina > FF.CC. Villaverde Alto | Polígono Industrial La Resina > FF.CC. Villaverde Alto | Polígono Industrial La Resina > FF.CC. Villaverde Alto | Polígono Industrial La Resina > FF.CC. Villaverde Alto | Polígono Industrial La Resina > FF.CC. Villaverde Alto | Polígono Industrial La Resina > FF.CC. Villaverde Alto | Polígono Industrial La Resina > FF.CC. Villaverde Alto | Polígono Industrial La Resina > FF.CC. Villaverde Alto |
| 06                                                     | 07                                                     | 08                                                     | 09                                                     | 10                                                     | 11                                                     | 12                                                     | 13                                                     | 14                                                     | 15                                                     | 16                                                     | 17                                                     | 18                                                     | 19                                                     | 20                                                     | 21                                                     | 06                                                     | 07                                                     | 08                                                     | 09                                                     | 10                                                     | 11                                                     | 12                                                     | 13                                                     | 14                                                     | 15                                                     | 16                                                     | 17                                                     | 18                                                     | 19                                                     | 20                                                     | 21                                                     |
| 30 45                                                  | 00 15 30 45                                            | 00 15 30 45                                            | 00 15 30 45                                            | 00 15 30 45                                            | 00 15 30 45                                            | 00 15 30 45                                            | 00 15 30 45                                            | 00 15 30 45                                            | 00 15 30 45                                            | 00 15 30 45                                            | 00 15 30 45                                            | 00 15 30 45                                            | 00 15 30 45                                            | 00 15 30 45                                            | 00                                                     | 30 45                                                  | 00 15 30 45                                            | 00 15 30 45                                            | 00 15 30 45                                            | 00 15 30 45                                            | 00 15 30 45                                            | 00 15 30 45                                            | 00 15 30 45                                            | 00 15 30 45                                            | 00 15 30 45                                            | 00 15 30 45                                            | 00 15 30 45                                            | 00 15 30 45                                            | 00 15 30 45                                            | 00 15 30 45                                            | 00                                                     |

## Recorrido y paradas

### Sentido polígono industrial La Resina
La línea inicia su recorrido junto a la estación de Villaverde Alto, en la calle Domingo de Párraga. Desde aquí circula por dicha calle hacia el oeste hasta cruzar sobre las vías del tren, momento en que se desvía para entrar en el área industrial de Villaverde por la calle del Valle de Tobalina.
A continuación, la línea gira a la derecha para circular por la calle Ciudad de Frías en su totalidad, al final de la cual gira a la izquierda por la calle San Ezequiel hasta el final de ésta, siguiendo de frente por la calle Laguna del Marquesado.
La línea circula por esta calle hasta la intersección con la calle San Erasmo, girando a la izquierda para circular por ésta y en la siguiente intersección a la derecha por la calle Resina. Sigue por la calle Resina hasta la intersección con la calle San Eustaquio, girando a la derecha para incorporarse a la misma, que recorre hasta el final, girando a la izquierda para entrar en la Colonia Marconi, donde tiene su cabecera.
| Código | Parada                                          | Común con | Conexiones con Metro y Cercanías | Otros |
| ------ | ----------------------------------------------- | --------- | -------------------------------- | ----- |
| 3899   | VILLAVERDE ALTO                                 | 22        | Villaverde Alto                  |       |
| 3562   | Domingo Párraga-Astillero                       | 22 432    |                                  |       |
| 3569   | Domingo Párraga-Ferroviarios                    |           |                                  |       |
| 3554   | Valle de Tobalina-Ciudad de Frías               |           |                                  |       |
| 3552   | Ciudad de Frías-Bascuñuelos                     |           |                                  |       |
| 3505   | Ciudad de Frías-Resina                          |           |                                  |       |
| 3499   | San Ezequiel-Real de Pinto                      | 448       |                                  |       |
| 3490   | Laguna del Marquesado-Real de Pinto             | 448       |                                  |       |
| 3486   | Laguna del Marquesado-San Erasmo                | 448       |                                  |       |
| 3482   | Resina-San Erasmo                               |           |                                  |       |
| 3465   | Resina-San Eustaquio                            |           |                                  |       |
| 3617   | San Eustaquio-Laguna del Marquesado             |           |                                  |       |
| 3464   | POLÍGONO INDUSTRIAL LA RESINA (Colonia Marconi) |           | San Cristóbal Industrial         |       |

### Sentido estación de Villaverde Alto
El recorrido de vuelta es idéntico al de la ida pero en sentido contrario salvo en el paso por la calle Ciudad de Frías, que en este caso lo hace por la calle del Valle de Tobalina.
| Código | Parada                                          | Común con | Conexiones con Metro y Cercanías | Otros |
| ------ | ----------------------------------------------- | --------- | -------------------------------- | ----- |
| 3464   | POLÍGONO INDUSTRIAL LA RESINA (Colonia Marconi) |           | San Cristóbal Industrial         |       |
| 3616   | San Eustaquio-Laguna del Marquesado             |           |                                  |       |
| 3481   | Resina-San Eustaquio                            |           |                                  |       |
| 3484   | Resina-San Erasmo                               |           |                                  |       |
| 3488   | Laguna del Marquesado-San Erasmo                | 448       |                                  |       |
| 3494   | Laguna del Marquesado-Real de Pinto             | 448       |                                  |       |
| 3501   | San Ezequiel-Real de Pinto                      |           |                                  |       |
| 3551   | Valle de Tobalina-Montejo                       |           |                                  |       |
| 3553   | Valle de Tobalina-Bascuñuelos                   |           |                                  |       |
| 3558   | Valle de Tobalina-Acebeda                       |           |                                  |       |
| 3574   | Domingo Párraga-Ferroviarios                    |           |                                  |       |
| 3559   | Domingo Párraga-Astillero                       | 22 432    |                                  |       |
| 3899   | VILLAVERDE ALTO                                 | 22        | Villaverde Alto                  |       |

## Galería de imágenes

Mapa zonal de la estación de Villaverde Alto con las líneas de autobuses que pasan por ella, entre las que se encuentra la línea T41.